# Diadromus helvolus
Diadromus helvolus är en stekelart som först beskrevs av Cresson 1867.  Diadromus helvolus ingår i släktet Diadromus och familjen brokparasitsteklar. Inga underarter finns listade i Catalogue of Life.